# Contarinia enceliae
Contarinia enceliae är en tvåvingeart som först beskrevs av Ephraim Porter Felt 1916.  Contarinia enceliae ingår i släktet Contarinia och familjen gallmyggor. Inga underarter finns listade i Catalogue of Life.